# Губка Боб Квадратні Штани (сезон 9)
Дев'ятий сезон вийшов в США 21 липня 2012, остання - 20 лютого, 2017. Це єдиний мультсеріал Nickelodeon в якому  204 серії. В Україні 9 сезон був дубльований і показаний каналом QTV в травні 2015 перші 11 серій. Далі він дубльований у квітні-травні 2017 докінця, окрім серій "Lost in Bikini Bottom" та "Tutor Sauce", але показували анонс серії "Lost in Bikini Bottom", тож можливо серію показували.

## Серії
| № в цілому | № в сезоні | Оригінальна назва | Українська назва | Показ в США | Показ в |
| 179a | 1a | Extreme Spots | Слід Екстриму | 21 липня, 2012 | 3.70 |
| В Бікіні Боттом приїхали спортсмени екстримали. Губка Боб і Патрік хочуть повчитися в них.                                                                                  | В Бікіні Боттом приїхали спортсмени екстримали. Губка Боб і Патрік хочуть повчитися в них.                                                                                  | В Бікіні Боттом приїхали спортсмени екстримали. Губка Боб і Патрік хочуть повчитися в них.                                                                                  | В Бікіні Боттом приїхали спортсмени екстримали. Губка Боб і Патрік хочуть повчитися в них.                                                                                  | В Бікіні Боттом приїхали спортсмени екстримали. Губка Боб і Патрік хочуть повчитися в них.                                                                                  | В Бікіні Боттом приїхали спортсмени екстримали. Губка Боб і Патрік хочуть повчитися в них.                                                                                  |
| 179b | 1b | Squirrel Record | Білячі Рекорди | 21 липня, 2012 | 3.70 |
| Сенді хоче побити всі рекорди книги, а Губка Боб їй в цьому допомагає. | Сенді хоче побити всі рекорди книги, а Губка Боб їй в цьому допомагає. | Сенді хоче побити всі рекорди книги, а Губка Боб їй в цьому допомагає. | Сенді хоче побити всі рекорди книги, а Губка Боб їй в цьому допомагає. | Сенді хоче побити всі рекорди книги, а Губка Боб їй в цьому допомагає. | Сенді хоче побити всі рекорди книги, а Губка Боб їй в цьому допомагає. |
| 180a | 2a | Patrick-Man! | Патрік-Мен! | 27 жовтня, 2012 | 4.10 |
| Патрік вирішив стати супергероєм, але через його дурість він тероризує Бікіні Боттом.                                                                                       | Патрік вирішив стати супергероєм, але через його дурість він тероризує Бікіні Боттом.                                                                                       | Патрік вирішив стати супергероєм, але через його дурість він тероризує Бікіні Боттом.                                                                                       | Патрік вирішив стати супергероєм, але через його дурість він тероризує Бікіні Боттом.                                                                                       | Патрік вирішив стати супергероєм, але через його дурість він тероризує Бікіні Боттом.                                                                                       | Патрік вирішив стати супергероєм, але через його дурість він тероризує Бікіні Боттом.                                                                                       |
| 180b | 2b | Gary's New Toy | Нова іграшка Гері | 14 жовтня, 2012 | 2.36 |
| Губка Боб купив Гері м'ячик, але Гері став залежним від нього. | Губка Боб купив Гері м'ячик, але Гері став залежним від нього. | Губка Боб купив Гері м'ячик, але Гері став залежним від нього. | Губка Боб купив Гері м'ячик, але Гері став залежним від нього. | Губка Боб купив Гері м'ячик, але Гері став залежним від нього. | Губка Боб купив Гері м'ячик, але Гері став залежним від нього. |
| 181a | 3a | License to Milkshake | Ліцензія на молочні коктейлі | 7 вересня, 2012 | 3.13 |
| Виявилось, що у Губки Боба закінчилася ліцензія на молочні коктейлі, тож він повернувся до академії, щоб отримати нові.                                                     | Виявилось, що у Губки Боба закінчилася ліцензія на молочні коктейлі, тож він повернувся до академії, щоб отримати нові.                                                     | Виявилось, що у Губки Боба закінчилася ліцензія на молочні коктейлі, тож він повернувся до академії, щоб отримати нові.                                                     | Виявилось, що у Губки Боба закінчилася ліцензія на молочні коктейлі, тож він повернувся до академії, щоб отримати нові.                                                     | Виявилось, що у Губки Боба закінчилася ліцензія на молочні коктейлі, тож він повернувся до академії, щоб отримати нові.                                                     | Виявилось, що у Губки Боба закінчилася ліцензія на молочні коктейлі, тож він повернувся до академії, щоб отримати нові.                                                     |
| 181b | 3b | Squid Baby | Малюк Сквідді | 3 вересня, 2012 | 3.36 |
| Через черепно-мозкову травму Сквідвард став дитиною. Губка Боб і Патрік доглядають за ним.                                                                                  | Через черепно-мозкову травму Сквідвард став дитиною. Губка Боб і Патрік доглядають за ним.                                                                                  | Через черепно-мозкову травму Сквідвард став дитиною. Губка Боб і Патрік доглядають за ним.                                                                                  | Через черепно-мозкову травму Сквідвард став дитиною. Губка Боб і Патрік доглядають за ним.                                                                                  | Через черепно-мозкову травму Сквідвард став дитиною. Губка Боб і Патрік доглядають за ним.                                                                                  | Через черепно-мозкову травму Сквідвард став дитиною. Губка Боб і Патрік доглядають за ним.                                                                                  |
| 182a | 4a | Little Yellow Book | Маленька жовта книжка | 2 березня, 2013 | 4.73 |
| Сквідвард знайшов щоденник Губки Боба і прочитав його на весь Красті Крабс. Губка Боб засмутився і втік.                                                                    | Сквідвард знайшов щоденник Губки Боба і прочитав його на весь Красті Крабс. Губка Боб засмутився і втік.                                                                    | Сквідвард знайшов щоденник Губки Боба і прочитав його на весь Красті Крабс. Губка Боб засмутився і втік.                                                                    | Сквідвард знайшов щоденник Губки Боба і прочитав його на весь Красті Крабс. Губка Боб засмутився і втік.                                                                    | Сквідвард знайшов щоденник Губки Боба і прочитав його на весь Красті Крабс. Губка Боб засмутився і втік.                                                                    | Сквідвард знайшов щоденник Губки Боба і прочитав його на весь Красті Крабс. Губка Боб засмутився і втік.                                                                    |
| 182 | 4b | Bumper to Bumper | Бампер до бампера | 17 листопада, 2012 | 4.01 |
| Щоб нарешті позбутися Губки Боба, Пані Пафф, вирішила змінити тактику керування катером спеціально для нього.                                                               | Щоб нарешті позбутися Губки Боба, Пані Пафф, вирішила змінити тактику керування катером спеціально для нього.                                                               | Щоб нарешті позбутися Губки Боба, Пані Пафф, вирішила змінити тактику керування катером спеціально для нього.                                                               | Щоб нарешті позбутися Губки Боба, Пані Пафф, вирішила змінити тактику керування катером спеціально для нього.                                                               | Щоб нарешті позбутися Губки Боба, Пані Пафф, вирішила змінити тактику керування катером спеціально для нього.                                                               | Щоб нарешті позбутися Губки Боба, Пані Пафф, вирішила змінити тактику керування катером спеціально для нього.                                                               |
| 183a | 5a | Eek, an Urchin! | Фу, їжак! | 27 жовтня, 2012 | 4.10 |
| В Красті Крабс з'явився їжак. Команда Красті і Планктон, вирішили від нього позбутися.                                                                                      | В Красті Крабс з'явився їжак. Команда Красті і Планктон, вирішили від нього позбутися.                                                                                      | В Красті Крабс з'явився їжак. Команда Красті і Планктон, вирішили від нього позбутися.                                                                                      | В Красті Крабс з'явився їжак. Команда Красті і Планктон, вирішили від нього позбутися.                                                                                      | В Красті Крабс з'явився їжак. Команда Красті і Планктон, вирішили від нього позбутися.                                                                                      | В Красті Крабс з'явився їжак. Команда Красті і Планктон, вирішили від нього позбутися.                                                                                      |
| 183b | 5b | Squid Defense | Захист кальмара | 1 січня, 2013 | 3.70 |
| В темному провулку на Сквідварда напали, тож він вирішив навчитися карате.                                                                                                  | В темному провулку на Сквідварда напали, тож він вирішив навчитися карате.                                                                                                  | В темному провулку на Сквідварда напали, тож він вирішив навчитися карате.                                                                                                  | В темному провулку на Сквідварда напали, тож він вирішив навчитися карате.                                                                                                  | В темному провулку на Сквідварда напали, тож він вирішив навчитися карате.                                                                                                  | В темному провулку на Сквідварда напали, тож він вирішив навчитися карате.                                                                                                  |
| 184a | 6a | Jailbreak! | Втеча з в'язниці | 16 березня, 2013 | 3.81 |
| Планктон об'єднався з ув'язненими, щоб викрасти секретний рецепт. | Планктон об'єднався з ув'язненими, щоб викрасти секретний рецепт. | Планктон об'єднався з ув'язненими, щоб викрасти секретний рецепт. | Планктон об'єднався з ув'язненими, щоб викрасти секретний рецепт. | Планктон об'єднався з ув'язненими, щоб викрасти секретний рецепт. | Планктон об'єднався з ув'язненими, щоб викрасти секретний рецепт. |
| 184b | 6b | Evil Spatula | Зла лопатка | 9 березня, 2013 | 4.04 |
| Планктон подарував для Губки Боба нову лопатку, щоб підслухати рецепт крабсбургерів.                                                                                        | Планктон подарував для Губки Боба нову лопатку, щоб підслухати рецепт крабсбургерів.                                                                                        | Планктон подарував для Губки Боба нову лопатку, щоб підслухати рецепт крабсбургерів.                                                                                        | Планктон подарував для Губки Боба нову лопатку, щоб підслухати рецепт крабсбургерів.                                                                                        | Планктон подарував для Губки Боба нову лопатку, щоб підслухати рецепт крабсбургерів.                                                                                        | Планктон подарував для Губки Боба нову лопатку, щоб підслухати рецепт крабсбургерів.                                                                                        |
| 185 | 7 | It Came from Goo Lagoon | Воно прийшло з Лагуни Гу | 17 лютого, 2014 | 4.04 |
| З дна Лагуни Гу почали з'являтися м'ячі. Хоч Губка Боб і Патрік вважають їх веселими, Сенді ж вважає їх небезпечними.                                                       | З дна Лагуни Гу почали з'являтися м'ячі. Хоч Губка Боб і Патрік вважають їх веселими, Сенді ж вважає їх небезпечними.                                                       | З дна Лагуни Гу почали з'являтися м'ячі. Хоч Губка Боб і Патрік вважають їх веселими, Сенді ж вважає їх небезпечними.                                                       | З дна Лагуни Гу почали з'являтися м'ячі. Хоч Губка Боб і Патрік вважають їх веселими, Сенді ж вважає їх небезпечними.                                                       | З дна Лагуни Гу почали з'являтися м'ячі. Хоч Губка Боб і Патрік вважають їх веселими, Сенді ж вважає їх небезпечними.                                                       | З дна Лагуни Гу почали з'являтися м'ячі. Хоч Губка Боб і Патрік вважають їх веселими, Сенді ж вважає їх небезпечними.                                                       |
| 186a | 8a | Safe Deposit Krabs | Надійний депозит Крабса | 25 травня, 2013 | 4.18 |
| В Бікіні Боттом відкрився новий банк. Пан Крабс прийшовши в нього, в ньому застряг.                                                                                         | В Бікіні Боттом відкрився новий банк. Пан Крабс прийшовши в нього, в ньому застряг.                                                                                         | В Бікіні Боттом відкрився новий банк. Пан Крабс прийшовши в нього, в ньому застряг.                                                                                         | В Бікіні Боттом відкрився новий банк. Пан Крабс прийшовши в нього, в ньому застряг.                                                                                         | В Бікіні Боттом відкрився новий банк. Пан Крабс прийшовши в нього, в ньому застряг.                                                                                         | В Бікіні Боттом відкрився новий банк. Пан Крабс прийшовши в нього, в ньому застряг.                                                                                         |
| 186b | 8b | Plankton's Pet | Хатня тваринка Планктона | 19 січня, 2013 | 4.37 |
| Після чергової невдалої спроби викрадення рецепту, Планктон вирішив завести домашнього улюбленця.                                                                           | Після чергової невдалої спроби викрадення рецепту, Планктон вирішив завести домашнього улюбленця.                                                                           | Після чергової невдалої спроби викрадення рецепту, Планктон вирішив завести домашнього улюбленця.                                                                           | Після чергової невдалої спроби викрадення рецепту, Планктон вирішив завести домашнього улюбленця.                                                                           | Після чергової невдалої спроби викрадення рецепту, Планктон вирішив завести домашнього улюбленця.                                                                           | Після чергової невдалої спроби викрадення рецепту, Планктон вирішив завести домашнього улюбленця.                                                                           |
| 187a | 9a | Don't Look Now | Зараз не Дивись | 14 жовтня, 2013 | 3.42 |
| Губка Боб і Патрік подивилися жахастик. Сквідвард вирішив з цього скористатися і їх налякати.                                                                               | Губка Боб і Патрік подивилися жахастик. Сквідвард вирішив з цього скористатися і їх налякати.                                                                               | Губка Боб і Патрік подивилися жахастик. Сквідвард вирішив з цього скористатися і їх налякати.                                                                               | Губка Боб і Патрік подивилися жахастик. Сквідвард вирішив з цього скористатися і їх налякати.                                                                               | Губка Боб і Патрік подивилися жахастик. Сквідвард вирішив з цього скористатися і їх налякати.                                                                               | Губка Боб і Патрік подивилися жахастик. Сквідвард вирішив з цього скористатися і їх налякати.                                                                               |
| 187b | 9b | Séance Shméance | Сеанс Шмеанс | 14 жовтня, 2013 | 3.42 |
| У Красті Крабс замовили страву, яка була в меню попереднього ресторану. Губка Боб вирішив дізнатися рецепт, викликавши духів.                                               | У Красті Крабс замовили страву, яка була в меню попереднього ресторану. Губка Боб вирішив дізнатися рецепт, викликавши духів.                                               | У Красті Крабс замовили страву, яка була в меню попереднього ресторану. Губка Боб вирішив дізнатися рецепт, викликавши духів.                                               | У Красті Крабс замовили страву, яка була в меню попереднього ресторану. Губка Боб вирішив дізнатися рецепт, викликавши духів.                                               | У Красті Крабс замовили страву, яка була в меню попереднього ресторану. Губка Боб вирішив дізнатися рецепт, викликавши духів.                                               | У Красті Крабс замовили страву, яка була в меню попереднього ресторану. Губка Боб вирішив дізнатися рецепт, викликавши духів.                                               |
| 188a | 10a | Kenny the Cat | Кіт Кенні | 29 березня, 2014 | 4.33 |
| В Бікіні Боттом з'явилася знаменитість, кіт Кенні. Хоч всі і люблять його, Сенді ж йому не довіряє.                                                                         | В Бікіні Боттом з'явилася знаменитість, кіт Кенні. Хоч всі і люблять його, Сенді ж йому не довіряє.                                                                         | В Бікіні Боттом з'явилася знаменитість, кіт Кенні. Хоч всі і люблять його, Сенді ж йому не довіряє.                                                                         | В Бікіні Боттом з'явилася знаменитість, кіт Кенні. Хоч всі і люблять його, Сенді ж йому не довіряє.                                                                         | В Бікіні Боттом з'явилася знаменитість, кіт Кенні. Хоч всі і люблять його, Сенді ж йому не довіряє.                                                                         | В Бікіні Боттом з'явилася знаменитість, кіт Кенні. Хоч всі і люблять його, Сенді ж йому не довіряє.                                                                         |
| 188b | 10b | Yeti Krabs | Краб Єтті | 29 березня, 2015 | 2.25 |
| Щоб Сквідвард зробив хоч щось в ресторані, Крабс розказав йому страшну історію.                                                                                             | Щоб Сквідвард зробив хоч щось в ресторані, Крабс розказав йому страшну історію.                                                                                             | Щоб Сквідвард зробив хоч щось в ресторані, Крабс розказав йому страшну історію.                                                                                             | Щоб Сквідвард зробив хоч щось в ресторані, Крабс розказав йому страшну історію.                                                                                             | Щоб Сквідвард зробив хоч щось в ресторані, Крабс розказав йому страшну історію.                                                                                             | Щоб Сквідвард зробив хоч щось в ресторані, Крабс розказав йому страшну історію.                                                                                             |
| 189 | 11 | SpongeBob, You're Fired | Ти звільненний, Губко Боб | 11 листопада, 2013 | 5.19 |
| Пан Крабс підрахував, що втрачає свій прибуток і тому вирішив звільнити Губку Боба.                                                                                         | Пан Крабс підрахував, що втрачає свій прибуток і тому вирішив звільнити Губку Боба.                                                                                         | Пан Крабс підрахував, що втрачає свій прибуток і тому вирішив звільнити Губку Боба.                                                                                         | Пан Крабс підрахував, що втрачає свій прибуток і тому вирішив звільнити Губку Боба.                                                                                         | Пан Крабс підрахував, що втрачає свій прибуток і тому вирішив звільнити Губку Боба.                                                                                         | Пан Крабс підрахував, що втрачає свій прибуток і тому вирішив звільнити Губку Боба.                                                                                         |
| 190a | 12a | Lost in Bikini Bottom | Загубленний у Бікіні Боттом | 16 липня, 2015 | 3.20 |
| Скоротивши дорогу, Губка Боб заблукав в Бікіні Боттом. | Скоротивши дорогу, Губка Боб заблукав в Бікіні Боттом. | Скоротивши дорогу, Губка Боб заблукав в Бікіні Боттом. | Скоротивши дорогу, Губка Боб заблукав в Бікіні Боттом. | Скоротивши дорогу, Губка Боб заблукав в Бікіні Боттом. | Скоротивши дорогу, Губка Боб заблукав в Бікіні Боттом. |
| 190b | 12b | Tutor Sauce | Соус Репетитор | 16 липня, 2015 | 3.20 |
| Губка Боб знову провалив водіння і засмутився. Через це він став все псувати і тому Пан Крабс вирішив навчити його водити.                                                  | Губка Боб знову провалив водіння і засмутився. Через це він став все псувати і тому Пан Крабс вирішив навчити його водити.                                                  | Губка Боб знову провалив водіння і засмутився. Через це він став все псувати і тому Пан Крабс вирішив навчити його водити.                                                  | Губка Боб знову провалив водіння і засмутився. Через це він став все псувати і тому Пан Крабс вирішив навчити його водити.                                                  | Губка Боб знову провалив водіння і засмутився. Через це він став все псувати і тому Пан Крабс вирішив навчити його водити.                                                  | Губка Боб знову провалив водіння і засмутився. Через це він став все псувати і тому Пан Крабс вирішив навчити його водити.                                                  |
| 191a | 13a | Squid Plus One | Сквідвард плюс один | 7 вересня, 2015 | 1.98 |
| Сквідварда запросили на виставку із другом, але виявилося, що у нього немає друга.                                                                                          | Сквідварда запросили на виставку із другом, але виявилося, що у нього немає друга.                                                                                          | Сквідварда запросили на виставку із другом, але виявилося, що у нього немає друга.                                                                                          | Сквідварда запросили на виставку із другом, але виявилося, що у нього немає друга.                                                                                          | Сквідварда запросили на виставку із другом, але виявилося, що у нього немає друга.                                                                                          | Сквідварда запросили на виставку із другом, але виявилося, що у нього немає друга.                                                                                          |
| 191b | 13b | The Executive Treatment | Адміністративне лікування | 7 вересня, 2015 | 1.98 |
| Щоб замовити діловий крабсбургер Патрік одягнув краватку і окуляри. Саме через це, його сплутали з ділової рибою.                                                           | Щоб замовити діловий крабсбургер Патрік одягнув краватку і окуляри. Саме через це, його сплутали з ділової рибою.                                                           | Щоб замовити діловий крабсбургер Патрік одягнув краватку і окуляри. Саме через це, його сплутали з ділової рибою.                                                           | Щоб замовити діловий крабсбургер Патрік одягнув краватку і окуляри. Саме через це, його сплутали з ділової рибою.                                                           | Щоб замовити діловий крабсбургер Патрік одягнув краватку і окуляри. Саме через це, його сплутали з ділової рибою.                                                           | Щоб замовити діловий крабсбургер Патрік одягнув краватку і окуляри. Саме через це, його сплутали з ділової рибою.                                                           |
| 192a | 14a | Company Picnic | Корпоративний пікнік | 25 вересня, 2015 | 1.61 |
| Пан Крабс влаштовує перший щорічний пікнік, але виявилось що і Планктон влаштовує його в цей самий день.                                                                    | Пан Крабс влаштовує перший щорічний пікнік, але виявилось що і Планктон влаштовує його в цей самий день.                                                                    | Пан Крабс влаштовує перший щорічний пікнік, але виявилось що і Планктон влаштовує його в цей самий день.                                                                    | Пан Крабс влаштовує перший щорічний пікнік, але виявилось що і Планктон влаштовує його в цей самий день.                                                                    | Пан Крабс влаштовує перший щорічний пікнік, але виявилось що і Планктон влаштовує його в цей самий день.                                                                    | Пан Крабс влаштовує перший щорічний пікнік, але виявилось що і Планктон влаштовує його в цей самий день.                                                                    |
| 192b | 14b | Pull Up a Barrel | Підтягніть бочку | 18 вересня, 2015 | 2.09 |
| Пан Крабс розповідає для Губки Боба і Сквідварда історію про його моряцькі дні.                                                                                             | Пан Крабс розповідає для Губки Боба і Сквідварда історію про його моряцькі дні.                                                                                             | Пан Крабс розповідає для Губки Боба і Сквідварда історію про його моряцькі дні.                                                                                             | Пан Крабс розповідає для Губки Боба і Сквідварда історію про його моряцькі дні.                                                                                             | Пан Крабс розповідає для Губки Боба і Сквідварда історію про його моряцькі дні.                                                                                             | Пан Крабс розповідає для Губки Боба і Сквідварда історію про його моряцькі дні.                                                                                             |
| 193a | 15a | Sanctuary | Притулок! | 16 жовтня, 2015 | 1.28 |
| Губка Боб забирає додому безхатнього равлика, але згодом це стає його одержимістю.                                                                                          | Губка Боб забирає додому безхатнього равлика, але згодом це стає його одержимістю.                                                                                          | Губка Боб забирає додому безхатнього равлика, але згодом це стає його одержимістю.                                                                                          | Губка Боб забирає додому безхатнього равлика, але згодом це стає його одержимістю.                                                                                          | Губка Боб забирає додому безхатнього равлика, але згодом це стає його одержимістю.                                                                                          | Губка Боб забирає додому безхатнього равлика, але згодом це стає його одержимістю.                                                                                          |
| 193b | 15b | What's Eating Patrick? | Що їсть Патрік? | 2 жовтня, 2015 | 1.77 |
| Пан Крабс змушує Патріка взяти участь в харчових змаганнях. | Пан Крабс змушує Патріка взяти участь в харчових змаганнях. | Пан Крабс змушує Патріка взяти участь в харчових змаганнях. | Пан Крабс змушує Патріка взяти участь в харчових змаганнях. | Пан Крабс змушує Патріка взяти участь в харчових змаганнях. | Пан Крабс змушує Патріка взяти участь в харчових змаганнях. |
| 194a | 16a | Patrick! The Game | Патріку, гра! | 11 листопада, 2015 | 2.05 |
| Патрік створив настільну гру і запропонував пограти в неї для своїх друзів.                                                                                                 | Патрік створив настільну гру і запропонував пограти в неї для своїх друзів.                                                                                                 | Патрік створив настільну гру і запропонував пограти в неї для своїх друзів.                                                                                                 | Патрік створив настільну гру і запропонував пограти в неї для своїх друзів.                                                                                                 | Патрік створив настільну гру і запропонував пограти в неї для своїх друзів.                                                                                                 | Патрік створив настільну гру і запропонував пограти в неї для своїх друзів.                                                                                                 |
| 194b | 16b | The Sewers of Bikini Bottom | Коллектори Бікіні-Боттом | 11 листопада, 2015 | 2.05 |
| Губка Боб і Сквідвард випадково впускають сейф Крабса в унітаз і тепер їм треба якось його дістати.                                                                         | Губка Боб і Сквідвард випадково впускають сейф Крабса в унітаз і тепер їм треба якось його дістати.                                                                         | Губка Боб і Сквідвард випадково впускають сейф Крабса в унітаз і тепер їм треба якось його дістати.                                                                         | Губка Боб і Сквідвард випадково впускають сейф Крабса в унітаз і тепер їм треба якось його дістати.                                                                         | Губка Боб і Сквідвард випадково впускають сейф Крабса в унітаз і тепер їм треба якось його дістати.                                                                         | Губка Боб і Сквідвард випадково впускають сейф Крабса в унітаз і тепер їм треба якось його дістати.                                                                         |
| 195a | 17a | SpongeBob LongPants | Губка Боб Довгі Штнаи | 15 лютого, 2016 | 2.93 |
| Губка Боб купує собі довгі штани і від цього його життя змінюється. | Губка Боб купує собі довгі штани і від цього його життя змінюється. | Губка Боб купує собі довгі штани і від цього його життя змінюється. | Губка Боб купує собі довгі штани і від цього його життя змінюється. | Губка Боб купує собі довгі штани і від цього його життя змінюється. | Губка Боб купує собі довгі штани і від цього його життя змінюється. |
| 195b | 17b | Larry's Gym | Спортклуб Ларі | 15 лютого, 2016 | 2,93 |
| Ларрі Лобстер відкриває свій тренажерний зал і пропонує для Губки Боба потренуватися безкоштовно.                                                                           | Ларрі Лобстер відкриває свій тренажерний зал і пропонує для Губки Боба потренуватися безкоштовно.                                                                           | Ларрі Лобстер відкриває свій тренажерний зал і пропонує для Губки Боба потренуватися безкоштовно.                                                                           | Ларрі Лобстер відкриває свій тренажерний зал і пропонує для Губки Боба потренуватися безкоштовно.                                                                           | Ларрі Лобстер відкриває свій тренажерний зал і пропонує для Губки Боба потренуватися безкоштовно.                                                                           | Ларрі Лобстер відкриває свій тренажерний зал і пропонує для Губки Боба потренуватися безкоштовно.                                                                           |
| 196a | 18a | The Fishbowl | Акваріум | 2 травня, 2016 | 1.96 |
| Сенді хоче прослідити за поведінкою Губки Боба і Патріка, але цей експеримент йде не за планом.                                                                             | Сенді хоче прослідити за поведінкою Губки Боба і Патріка, але цей експеримент йде не за планом.                                                                             | Сенді хоче прослідити за поведінкою Губки Боба і Патріка, але цей експеримент йде не за планом.                                                                             | Сенді хоче прослідити за поведінкою Губки Боба і Патріка, але цей експеримент йде не за планом.                                                                             | Сенді хоче прослідити за поведінкою Губки Боба і Патріка, але цей експеримент йде не за планом.                                                                             | Сенді хоче прослідити за поведінкою Губки Боба і Патріка, але цей експеримент йде не за планом.                                                                             |
| 196b | 18b | Married to Money | Одруження з грішми. | 3 травня, 2016 | 1.76 |
| Планктон зробив тіло з грошей і заліз у нього.У цьому виглялі він привабив Крабса і Крабс з ним одружився.                                                                  | Планктон зробив тіло з грошей і заліз у нього.У цьому виглялі він привабив Крабса і Крабс з ним одружився.                                                                  | Планктон зробив тіло з грошей і заліз у нього.У цьому виглялі він привабив Крабса і Крабс з ним одружився.                                                                  | Планктон зробив тіло з грошей і заліз у нього.У цьому виглялі він привабив Крабса і Крабс з ним одружився.                                                                  | Планктон зробив тіло з грошей і заліз у нього.У цьому виглялі він привабив Крабса і Крабс з ним одружився.                                                                  | Планктон зробив тіло з грошей і заліз у нього.У цьому виглялі він привабив Крабса і Крабс з ним одружився.                                                                  |
| 197a | 19a | Mall Girl Pearl | Перл із торгівельного центру | 12 березня, 2016 | 3.11 |
| Перл хоче стати крутою, як її подруги і тому знаходить роботу в торговельному центрі.                                                                                       | Перл хоче стати крутою, як її подруги і тому знаходить роботу в торговельному центрі.                                                                                       | Перл хоче стати крутою, як її подруги і тому знаходить роботу в торговельному центрі.                                                                                       | Перл хоче стати крутою, як її подруги і тому знаходить роботу в торговельному центрі.                                                                                       | Перл хоче стати крутою, як її подруги і тому знаходить роботу в торговельному центрі.                                                                                       | Перл хоче стати крутою, як її подруги і тому знаходить роботу в торговельному центрі.                                                                                       |
| 197b | 19b | Two Thumbs Down | Классно | 12 березня, 2016 | 3.11 |
| Губка Боб зламав свої великі пальці і тепер замість нього в Красті Крабс буде працювати Патрік.                                                                             | Губка Боб зламав свої великі пальці і тепер замість нього в Красті Крабс буде працювати Патрік.                                                                             | Губка Боб зламав свої великі пальці і тепер замість нього в Красті Крабс буде працювати Патрік.                                                                             | Губка Боб зламав свої великі пальці і тепер замість нього в Красті Крабс буде працювати Патрік.                                                                             | Губка Боб зламав свої великі пальці і тепер замість нього в Красті Крабс буде працювати Патрік.                                                                             | Губка Боб зламав свої великі пальці і тепер замість нього в Красті Крабс буде працювати Патрік.                                                                             |
| 198a | 20a | Sharks vs Pods | Акули проти Восьминогів | 4 травня, 2016 | 1.81 |
| Губка боб приеднується до банди "Акули", які вели конкуренцію зі "Спрутами" і боїться битися з ними.                                                                        | Губка боб приеднується до банди "Акули", які вели конкуренцію зі "Спрутами" і боїться битися з ними.                                                                        | Губка боб приеднується до банди "Акули", які вели конкуренцію зі "Спрутами" і боїться битися з ними.                                                                        | Губка боб приеднується до банди "Акули", які вели конкуренцію зі "Спрутами" і боїться битися з ними.                                                                        | Губка боб приеднується до банди "Акули", які вели конкуренцію зі "Спрутами" і боїться битися з ними.                                                                        | Губка боб приеднується до банди "Акули", які вели конкуренцію зі "Спрутами" і боїться битися з ними.                                                                        |
| 198b | 20b | CopyBob DittoPants | Новий Боб Колишні Штани | 5 травня, 2016 | 1.71 |
| Планктон клонує Губку Боба, щоб отримати секретний рецепт, але його плани може зруйнувати справжній Губка Боб.                                                              | Планктон клонує Губку Боба, щоб отримати секретний рецепт, але його плани може зруйнувати справжній Губка Боб.                                                              | Планктон клонує Губку Боба, щоб отримати секретний рецепт, але його плани може зруйнувати справжній Губка Боб.                                                              | Планктон клонує Губку Боба, щоб отримати секретний рецепт, але його плани може зруйнувати справжній Губка Боб.                                                              | Планктон клонує Губку Боба, щоб отримати секретний рецепт, але його плани може зруйнувати справжній Губка Боб.                                                              | Планктон клонує Губку Боба, щоб отримати секретний рецепт, але його плани може зруйнувати справжній Губка Боб.                                                              |
| 199a | 21a | Sold! | Продано! | 6 травня, 2016 | 1.80 |
| Губка Боб, Гері і Патрік, думаючи, що їх будинки продані, шукають інше місце для проживання.                                                                                | Губка Боб, Гері і Патрік, думаючи, що їх будинки продані, шукають інше місце для проживання.                                                                                | Губка Боб, Гері і Патрік, думаючи, що їх будинки продані, шукають інше місце для проживання.                                                                                | Губка Боб, Гері і Патрік, думаючи, що їх будинки продані, шукають інше місце для проживання.                                                                                | Губка Боб, Гері і Патрік, думаючи, що їх будинки продані, шукають інше місце для проживання.                                                                                | Губка Боб, Гері і Патрік, думаючи, що їх будинки продані, шукають інше місце для проживання.                                                                                |
| 199b | 21b | Lame and Fortune | Непередбачувані передбачення | 11 липня, 2016 | 1.96 |
| Дізнавшись про існування печива з пророцтвами, Планктон вирішує використати їх в своїх цілях і вставляє в них свої пророцтва.                                               | Дізнавшись про існування печива з пророцтвами, Планктон вирішує використати їх в своїх цілях і вставляє в них свої пророцтва.                                               | Дізнавшись про існування печива з пророцтвами, Планктон вирішує використати їх в своїх цілях і вставляє в них свої пророцтва.                                               | Дізнавшись про існування печива з пророцтвами, Планктон вирішує використати їх в своїх цілях і вставляє в них свої пророцтва.                                               | Дізнавшись про існування печива з пророцтвами, Планктон вирішує використати їх в своїх цілях і вставляє в них свої пророцтва.                                               | Дізнавшись про існування печива з пророцтвами, Планктон вирішує використати їх в своїх цілях і вставляє в них свої пророцтва.                                               |
| 200 | 22 | Goodbye, Krabby Patty? | Прощавай, Крабсбургер? | 20 лютого, 2017 | 2.67 |
| Губка Боб і містер Крабс шукають бізнес-ради в рекламі, щоб Красті Крабс зміг випустити лінію заморожених крабсбургерів.                                                    | Губка Боб і містер Крабс шукають бізнес-ради в рекламі, щоб Красті Крабс зміг випустити лінію заморожених крабсбургерів.                                                    | Губка Боб і містер Крабс шукають бізнес-ради в рекламі, щоб Красті Крабс зміг випустити лінію заморожених крабсбургерів.                                                    | Губка Боб і містер Крабс шукають бізнес-ради в рекламі, щоб Красті Крабс зміг випустити лінію заморожених крабсбургерів.                                                    | Губка Боб і містер Крабс шукають бізнес-ради в рекламі, щоб Красті Крабс зміг випустити лінію заморожених крабсбургерів.                                                    | Губка Боб і містер Крабс шукають бізнес-ради в рекламі, щоб Красті Крабс зміг випустити лінію заморожених крабсбургерів.                                                    |
| 201a | 23a | Sandy's Nutmare | Жолудеве жахіття Сенді | 12 липня, 2016 | 2.00 |
| Сенді винаходить популярний продукт харчування із жолудів, але вона почала виснажувати дерево і зовсім скоро дерево висохло.                                                | Сенді винаходить популярний продукт харчування із жолудів, але вона почала виснажувати дерево і зовсім скоро дерево висохло.                                                | Сенді винаходить популярний продукт харчування із жолудів, але вона почала виснажувати дерево і зовсім скоро дерево висохло.                                                | Сенді винаходить популярний продукт харчування із жолудів, але вона почала виснажувати дерево і зовсім скоро дерево висохло.                                                | Сенді винаходить популярний продукт харчування із жолудів, але вона почала виснажувати дерево і зовсім скоро дерево висохло.                                                | Сенді винаходить популярний продукт харчування із жолудів, але вона почала виснажувати дерево і зовсім скоро дерево висохло.                                                |
| 201b | 23b | Bulletin Board | Дошка оглолошеннь | 1 жовтня, 2016 | 2.11 |
| Пан Крабс зробив доску оголошеннь і всім настільки сподобалась ідея, що вони стали залишати не тільки записи про крабсбургери, але й все, що в них накипіло один на одного. | Пан Крабс зробив доску оголошеннь і всім настільки сподобалась ідея, що вони стали залишати не тільки записи про крабсбургери, але й все, що в них накипіло один на одного. | Пан Крабс зробив доску оголошеннь і всім настільки сподобалась ідея, що вони стали залишати не тільки записи про крабсбургери, але й все, що в них накипіло один на одного. | Пан Крабс зробив доску оголошеннь і всім настільки сподобалась ідея, що вони стали залишати не тільки записи про крабсбургери, але й все, що в них накипіло один на одного. | Пан Крабс зробив доску оголошеннь і всім настільки сподобалась ідея, що вони стали залишати не тільки записи про крабсбургери, але й все, що в них накипіло один на одного. | Пан Крабс зробив доску оголошеннь і всім настільки сподобалась ідея, що вони стали залишати не тільки записи про крабсбургери, але й все, що в них накипіло один на одного. |
| 202a | 24a | Food Con Castaways | Фестиваль їжі | 13 липня, 2016 | 2.02 |
| По дорозі на виставку їжі, Губка Боб, Патрік, Сквідвард і Крабс губляться в лісі, маючи при собі лише один крабсбургер і Губка Боб захищає їжу будь-якою ціною.             | По дорозі на виставку їжі, Губка Боб, Патрік, Сквідвард і Крабс губляться в лісі, маючи при собі лише один крабсбургер і Губка Боб захищає їжу будь-якою ціною.             | По дорозі на виставку їжі, Губка Боб, Патрік, Сквідвард і Крабс губляться в лісі, маючи при собі лише один крабсбургер і Губка Боб захищає їжу будь-якою ціною.             | По дорозі на виставку їжі, Губка Боб, Патрік, Сквідвард і Крабс губляться в лісі, маючи при собі лише один крабсбургер і Губка Боб захищає їжу будь-якою ціною.             | По дорозі на виставку їжі, Губка Боб, Патрік, Сквідвард і Крабс губляться в лісі, маючи при собі лише один крабсбургер і Губка Боб захищає їжу будь-якою ціною.             | По дорозі на виставку їжі, Губка Боб, Патрік, Сквідвард і Крабс губляться в лісі, маючи при собі лише один крабсбургер і Губка Боб захищає їжу будь-якою ціною.             |
| 202b | 24b | Snail Mail | Равликова пошта | 22 жовтня, 2016 | 1.67 |
| Випадково збрехавши другові по листуванню, Губка Боб змушенний підтримувати брехню, коли цей друг неочікуванно приїжджає в Бікіні Боттом.                                   | Випадково збрехавши другові по листуванню, Губка Боб змушенний підтримувати брехню, коли цей друг неочікуванно приїжджає в Бікіні Боттом.                                   | Випадково збрехавши другові по листуванню, Губка Боб змушенний підтримувати брехню, коли цей друг неочікуванно приїжджає в Бікіні Боттом.                                   | Випадково збрехавши другові по листуванню, Губка Боб змушенний підтримувати брехню, коли цей друг неочікуванно приїжджає в Бікіні Боттом.                                   | Випадково збрехавши другові по листуванню, Губка Боб змушенний підтримувати брехню, коли цей друг неочікуванно приїжджає в Бікіні Боттом.                                   | Випадково збрехавши другові по листуванню, Губка Боб змушенний підтримувати брехню, коли цей друг неочікуванно приїжджає в Бікіні Боттом.                                   |
| 203a | 25a | Pineapple Invasion | Ананасове вторгнення | 14 липня, 2016 | 2.24 |
| Губка Боб ховає секретну формулу в своєму домі, а Гері має захистити її від Планктона.                                                                                      | Губка Боб ховає секретну формулу в своєму домі, а Гері має захистити її від Планктона.                                                                                      | Губка Боб ховає секретну формулу в своєму домі, а Гері має захистити її від Планктона.                                                                                      | Губка Боб ховає секретну формулу в своєму домі, а Гері має захистити її від Планктона.                                                                                      | Губка Боб ховає секретну формулу в своєму домі, а Гері має захистити її від Планктона.                                                                                      | Губка Боб ховає секретну формулу в своєму домі, а Гері має захистити її від Планктона.                                                                                      |
| 203b | 25b | Salsa Imbecilicus | Соус тупості | 15 липня, 2016 | 1.83 |
| Через Планктона, всі у Бікіні Боттом становляться дурні, як Патрік і тепер все це намагається виправити Сенді і Карен.                                                      | Через Планктона, всі у Бікіні Боттом становляться дурні, як Патрік і тепер все це намагається виправити Сенді і Карен.                                                      | Через Планктона, всі у Бікіні Боттом становляться дурні, як Патрік і тепер все це намагається виправити Сенді і Карен.                                                      | Через Планктона, всі у Бікіні Боттом становляться дурні, як Патрік і тепер все це намагається виправити Сенді і Карен.                                                      | Через Планктона, всі у Бікіні Боттом становляться дурні, як Патрік і тепер все це намагається виправити Сенді і Карен.                                                      | Через Планктона, всі у Бікіні Боттом становляться дурні, як Патрік і тепер все це намагається виправити Сенді і Карен.                                                      |
| 204a | 26a | Mutiny on the Krusty | Зоколот у Красті Крабс | 8 жовтня, 2016 | 1.93 |
| В результаті руйнівного шторму Красті Крабс віднесло в далечінь. Пан Крабс вирішує очолити своїх працівників в небезпечній подорожі і повернути їх додому.                  | В результаті руйнівного шторму Красті Крабс віднесло в далечінь. Пан Крабс вирішує очолити своїх працівників в небезпечній подорожі і повернути їх додому.                  | В результаті руйнівного шторму Красті Крабс віднесло в далечінь. Пан Крабс вирішує очолити своїх працівників в небезпечній подорожі і повернути їх додому.                  | В результаті руйнівного шторму Красті Крабс віднесло в далечінь. Пан Крабс вирішує очолити своїх працівників в небезпечній подорожі і повернути їх додому.                  | В результаті руйнівного шторму Красті Крабс віднесло в далечінь. Пан Крабс вирішує очолити своїх працівників в небезпечній подорожі і повернути їх додому.                  | В результаті руйнівного шторму Красті Крабс віднесло в далечінь. Пан Крабс вирішує очолити своїх працівників в небезпечній подорожі і повернути їх додому.                  |
| 204b | 26b | The Whole Tooth | Молочний зуб | 3 грудня, 2016 | 2.12 |
| Незабаром Патріку вирвуть його останній молочний зуб, але він боїтся. | Незабаром Патріку вирвуть його останній молочний зуб, але він боїтся. | Незабаром Патріку вирвуть його останній молочний зуб, але він боїтся. | Незабаром Патріку вирвуть його останній молочний зуб, але він боїтся. | Незабаром Патріку вирвуть його останній молочний зуб, але він боїтся. | Незабаром Патріку вирвуть його останній молочний зуб, але він боїтся. |
| --- | --- | --- | --- | --- | --- |

## Показ сезону в Україні
| Номер | Українська назва             | Показ в Україні |
| 179a  | Слід Екстриму                | 4 травня, 2015  |
| 179b  | Білячі Рекорди               | 4 травня, 2015  |
| 180a  | Патрік-Мен!                  | 4 травня, 2015  |
| 180b  | Нова іграшка Гері            | 4 травня, 2015  |
| 181a  | Ліцензія на молочні коктейлі | 4 травня, 2015  |
| 181b  | Малюк Сквідді                | 4 травня, 2015  |
| 182a  | Маленька жовта книжка        | 4 травня, 2015  |
| 182b  | Бампер до бампера            | 4 травня, 2015  |
| 183a  | Фу, їжак!                    | 7 травня, 2015  |
| 183b  | Захист кальмара              | 7 травня, 2015  |
| 184a  | Втеча з в'язниці             | 7 травня, 2015  |
| 184b  | Зла лопатка                  | 7 травня, 2015  |
| 185   | Воно прийшло з Лагуни Гу     | 7 травня, 2015  |
| 186a  | Надійний депозит Крабса      | 7 травня, 2015  |
| 186b  | Хатня тваринка Планктона     | 7 травня, 2015  |
| 187a  | Зараз не дивись              | 6 травня, 2015  |
| 187b  | Сеанс Шмеанс                 | 6 травня, 2015  |
| 188a  | Кіт Кенні                    | 6 травня, 2015  |
| 188b  | Краб Єтті                    | 6 травня, 2015  |
| 189   | Ти звільненний, Губко Боб    | 6 травня, 2015  |
| 190a  | Загубленний в Бікіні-Боттом  | 30 серпня, 2018 |
| 190b  | Соус Репетитор               | 30 серпня, 2018 |
| 191a  | Сквідвард плюс один          | 22 квітня, 2017 |
| 191b  | Адміністративне лікування    | 22 квітня, 2017 |
| 192a  | Корпоративний пікнік         | 22 квітня, 2017 |
| 192b  | Підтягніть бочку             | 22 квітня, 2017 |
| 193a  | Притулок!                    | 22 квітня, 2017 |
| 193b  | Що їсть Патрік?              | 22 квітня, 2017 |
| 194a  | Патріку, гра!                | 22 квітня, 2017 |
| 194b  | Коллектори Бікіні-Боттом     | 22 квітня, 2017 |
| 195a  | Губка Боб Довгі Штани        | 29 квітня, 2017 |
| 195b  | Спортклуб Ларі               | 29 квітня, 2017 |
| 196a  | Акваріум                     | 29 квітня, 2017 |
| 196b  | Одруження з грішми           | 29 квітня, 2017 |
| 197a  | Перл з торгівельного центру  | 30 квітня, 2017 |
| 197b  | Класно                       | 30 квітня, 2017 |
| 198a  | Акули проти восьминогів      | 30 квітня, 2017 |
| 198b  | Новий Боб Колишні Штани      | 30 квітня, 2017 |
| 199a  | Продано!                     | 6 травня, 2017  |
| 199b  | Непередбачувані передбачення | 6 травня, 2017  |
| 200ab | Прощавай крабсбургере?       | 6 травня, 2017  |
| 201a  | Жолудеве жахіття Сенді       | 7 травня, 2017  |
| 201b  | Дошка Оголошень              | 7 травня, 2017  |
| 202a  | Фестиваль їжі                | 7 травня, 2017  |
| 202b  | Равликова пошта              | 7 травня, 2017  |
| 203a  | Ананасове вторгнення         | 13 травня, 2017 |
| 203b  | Соус тупості                 | 13 травня, 2017 |
| 204a  | Заколот у Красті Крабс       | 13 травня, 2017 |
| 204b  | Молочний зуб                 | 13 травня, 2017 |
| ----- | ---------------------------- | --------------- |